# Glodeanu Sărat
Glodeanu Sărat is een Roemeense gemeente in het district Buzău.
Glodeanu Sărat telt 4412 inwoners.